# Melhania hiranensis
Melhania hiranensis är en malvaväxtart som beskrevs av M. Thulin. Melhania hiranensis ingår i släktet Melhania och familjen malvaväxter. Inga underarter finns listade i Catalogue of Life.